# Аномалокарис
Аномалока́рис (лат. Anomalocaris, от др.-греч. ἀνώμαλη κᾱρίς — необычная креветка) — род ископаемых членистоногих из класса динокарид (Dinocaridida). Обитали в морях, использовали для плавания гибкие боковые лопасти. Одни из самых крупных организмов, известных из кембрийских отложений: длина тела могла достигать 60 см. Описаны из отложений Северной Америки, Китая и Австралии, датируемых возрастом 520—505 млн лет. По состоянию на март 2019 года, в род включают 2 валидных вида: Anomalocaris nathorsti и Anomalocaris saron.

## История открытия
Ископаемые остатки аномалокариса длительное время не могли идентифицировать — впервые обнаружив его остатки, учёные не могли понять, как же выглядел их обладатель. Когда в 1892 году были найдены его длинные ротовые придатки, палеонтологи решили, что они принадлежали какому-то примитивному представителю ракообразных. А обнаруженные в 1911 году части кольцевидного рта они приняли за остатки древней медузы. И только в 1980-х годах стало ясно, что ротовые придатки и пластины рта принадлежали одному и тому же животному.
Окаменелости аномалокариса впервые были найдены в XIX веке в сланцах Бёрджес в Канаде. С тех пор в разных частях света (особенно в Китае и Австралии) учёные извлекли из горных пород несколько полных окаменелостей этого животного.
Было показано, что древние аномалокарисы обладали отличным зрением, которое обеспечивала пара фасеточных глаз. Зоркость аномалокарисов обеспечена как минимум 16 тысячами гексагональных линз. Наличие столь сложных глаз у аномалокариса позволяет утверждать, что фасеточное зрение начало развиваться у членистоногих много раньше, чем считалось до сих пор. Примечательно, что, вероятно, по остроте зрения древний аномалокарис превосходил многих своих современных родственников. Так, для сравнения, количество линз в глазу мухи — около 4000, а в глазу муравья — около 100.
Отмечается, что новые результаты, скорее всего, вызовут споры об эволюции экзоскелета — в частности, как эта эволюция соотносится с эволюцией самих глаз.

## Галерея
- Крупный A. canadensis в сравнении с человеком (размер)
- Первый обнаруженный полный образец Anomalocaris, Королевский музей Онтарио
- Хватательная конечность Anomalocaris
- Разнообразие хватательных конечностей Anomalocaris